# ディーエムジー・イベンツ
ディーエムジー・イベンツ（英: dmg::events）は、英国に本社を置くメディアコングロマリットであるDMGT（Daily Mail and General Trust plc）を親会社に持つ国際会議・イベントのオーガナイザーである。

## 概要
世界で150を超える業界⼤手のカンファレンスや展示会をプロデュースし、25種類の関連雑誌、新聞、ディレクトリ、市場レポートを発行する。世界各地に30を超えるオフィスを構え、750人以上の従業員を擁する。40年以上に渡り数多くのエネルギー関連展示会・国際会議を主催し、現在はGastech、ADIPEC（Abu Dhabi International Petroleum and Exhibition Conference）、GPS（Global Petroleum Show）を中心に世界各地で国際会議を開催する。

## ディーエムジー・イベンツ・ジャパン
ディーエムジー・イベンツ・ジャパンは、ディーエムジー・イベンツ（DMG Events UK）のデジタルマーケティング関連の国際会議を主催する日本法人として2010年に設立された。産業界の持つ課題を解決するためのカンファレンスを提供し、展示会場は産業界に向けたベストプラクティスのショーケースを提供する。アドテック東京、ブランドサミットなど、マーケティング業界に向けた国際カンファレンスを主催してきた。2015年の組織再編に伴い仏コムエクスポジアム社（Comexposium）にデジタルマーケティング事業を運営する目的会社であるディーエムジー・イベンツ・ジャパンを売却した。
DMG Events UKは、デジタルマーケティング事業部門の売却に伴い、エネルギー産業界を対象とした国際会議事業を継続するため新法人のディーエムジー・エナジー・ジャパンを2015年に設立し2017年4月に幕張メッセにおいてGastech Japanを開催した。